# Le quindici decisive battaglie del mondo
Le quindici battaglie decisive nella storia del mondo (The Fifteen Decisive Battles of the World) è un saggio scritto da Sir Edward Shepherd Creasy e pubblicato nel 1851.
Nel libro si racconta la storia e si esaminano le dinamiche di quindici importanti scontri militari (dalla battaglia di Maratona a quella di Waterloo) che, secondo l'autore, avrebbero avuto un impatto significativo sulla storia dell'umanità.

## Capitoli
Ogni capitolo del libro è dedicato ad una diversa battaglia.
1. La battaglia di Maratona (490 a.C.)
2. La sconfitta degli Ateniesi a Siracusa (413 a.C.), anche nota come battaglia di Siracusa
3. La battaglia di Gaugamela (331 a.C.), anche nota come battaglia di Arbela
4. La battaglia del Metauro (207 a.C.)
5. La vittoria di Arminio sulle legioni romane di Varo (9 d.C.), anche nota come Selva di Teutoburgo o battaglia della foresta di Teutoburgo
6. La battaglia di Châlons (451 d.C.), anche nota come battaglia dei campi Catalaunici
7. La battaglia di Tours (732 d.C.), anche nota come battaglia di Poitiers
8. La battaglia di Hastings (1066 d.C.)
9. La vittoria di Giovanna D'Arco sugli inglesi ad Orleans (1429 d.C.), anche nota come assedio di Orléans
10. La sconfitta della "Invincibile Armada" spagnola ad opera degli inglesi (1588 d.C.)
11. La battaglia di Blenheim (1704 d.C.)
12. La battaglia di Poltava (1709 d.C.)
13. La battaglia di Saratoga (1777 d.C.)
14. La battaglia di Valmy (1792 d.C.)
15. La battaglia di Waterloo (1815 d.C. )